# Gamergomorphus maculipennis
Gamergomorphus maculipennis är en insektsart som beskrevs av Synave 1956. Gamergomorphus maculipennis ingår i släktet Gamergomorphus och familjen sköldstritar. Inga underarter finns listade i Catalogue of Life.